# سكودا رابيد (2012)
سكودا رابيد اسم استخدم لطراز أنتجها الشركة التشيكية سكودا أوتو. استخدم هذا الاسم في القرن العشرين مرتين، لطراز أنتج في الثلاثينات وهو سيارة سكودا رابيد (1935-1947) وآخر أنتج في الثمانينيات بمحرك خلفي سكودا رابيد (1984). اليوم، يطلق هذا الاسم على ثلاثة نماذج منفصلة من السيارات العائلية الصغيرة: 5-أبواب ليفتباك سيدان وهاتشباك مصنعة في أوروبا، وأربع أبواب سيدان من الصين تشتركان في نفس المنصة، ونسخة هندية أصغر حجما من الهند، استنادا إلى منصة PQ25 .
أول عرض للجمهور لسيارة السيدان ليفتباك بشكلها المنتج على نطاق واسع كان في سبتمبر 2012، عندما عرضت رسميًا في معرض باريس للسيارات. بدأت المبيعات في جمهورية التشيك من 20 أكتوبر 2012، وبدأت في نهاية عام 2012 في أجزاء أخرى من وسط وغرب أوروبا،  وكان مقررا أن تبدأ المبيعات في أسواق شرق أوروبا مع بداية عام 2014 في روسيا.
بدأ تصنيع وتسويق نسخة الهاتشباك رابيد سبيسباك مباشرة بعد عرضها في معرض فرانكفورت للسيارات في عام 2013. ومع نهاية عام 2018 جرى الإعلان عن خليفة الرابيد وهيسكودا سكالا.

## نسخة الخمس أبواب ليفتباك

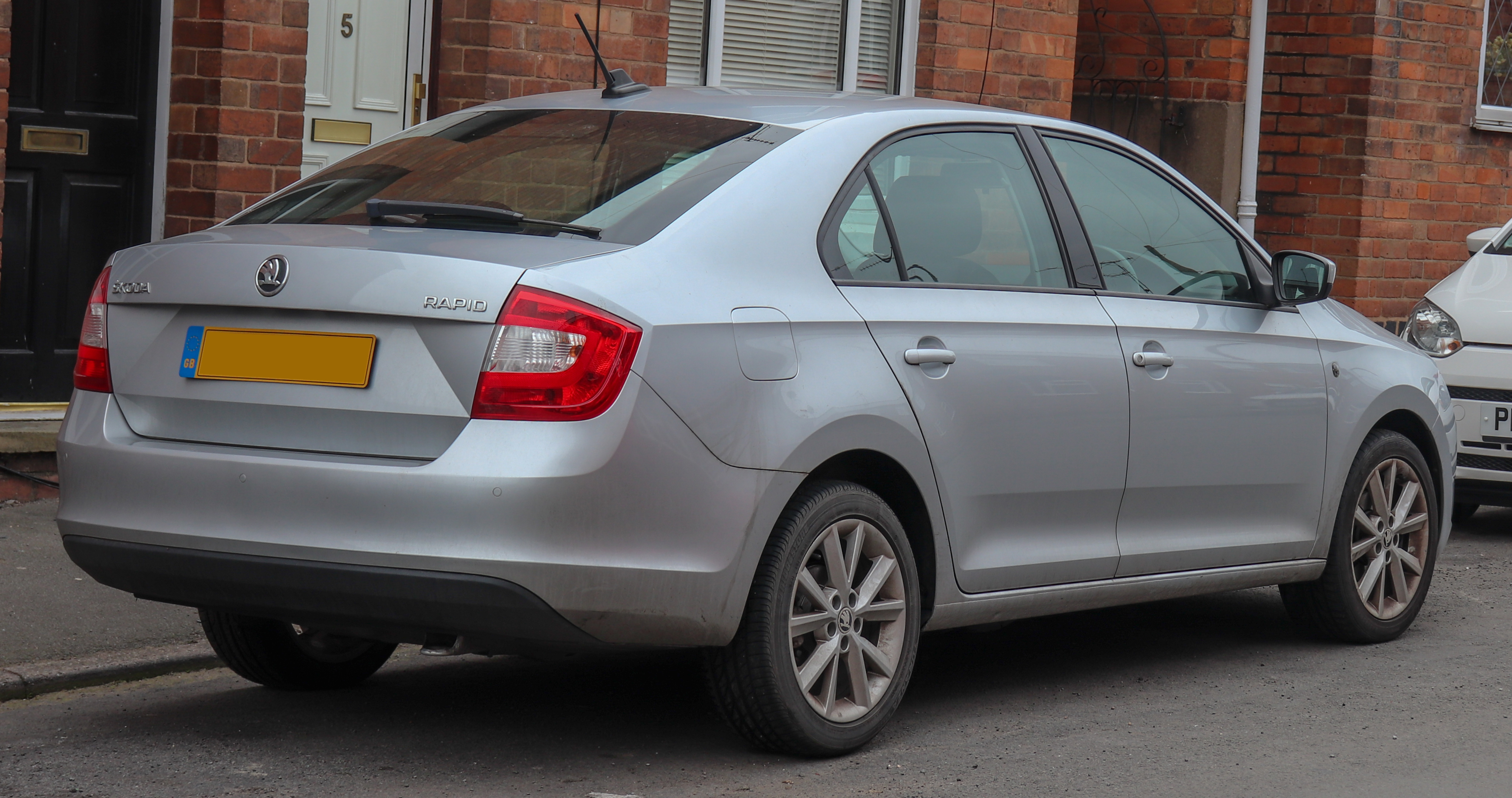
نسخة ليفتباك (قبل النسخة المجددة)

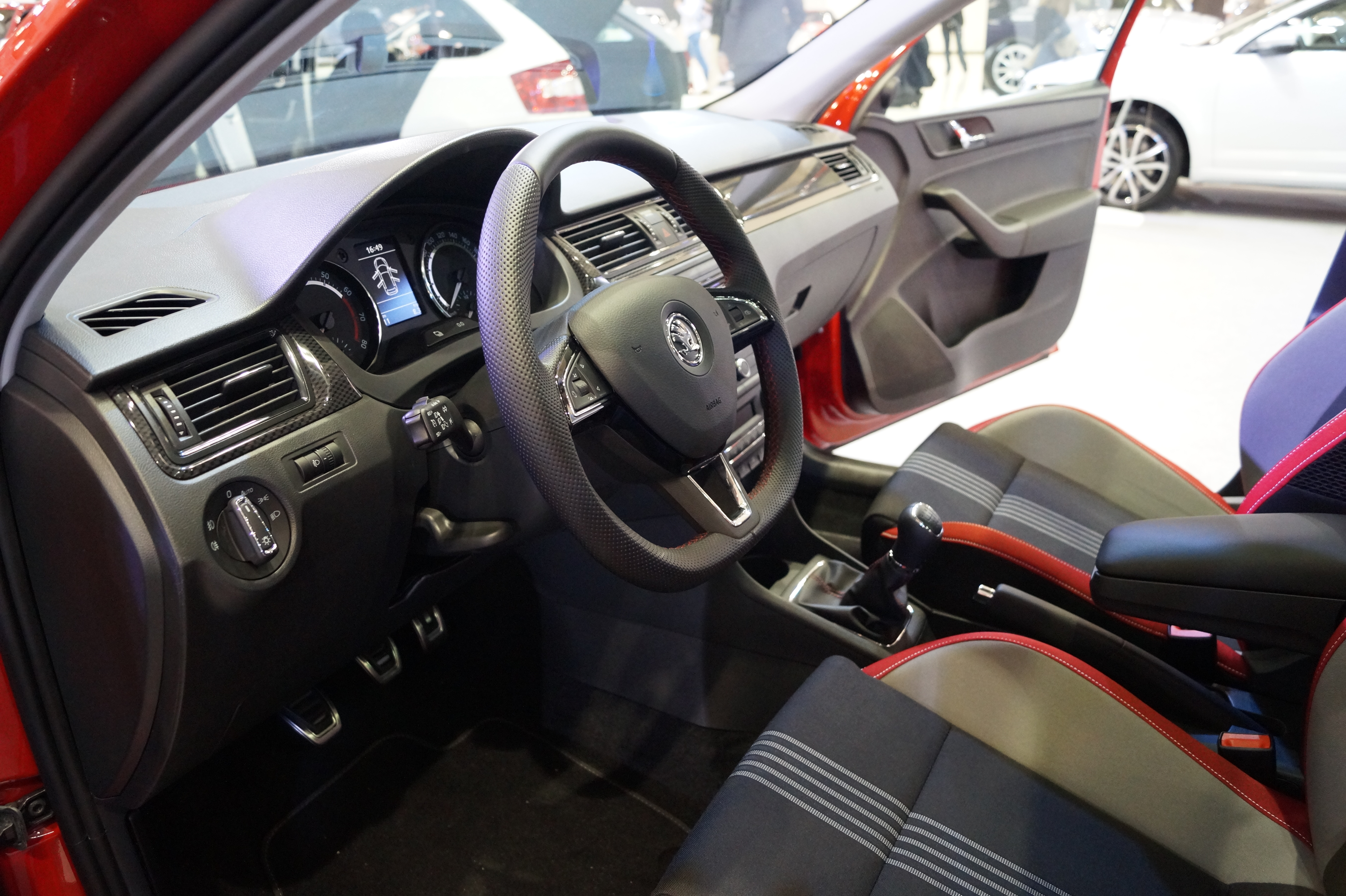
داخلي

أصبحت سيارة رابيد سيدان ليفتباك (Typ NH3) أول طراز لسكودا يتميز بالتصميم الجديد كليا. بمظهرها البسيط، الذي طوره كبير مصممي سكودا جوزيف كاباي، كان يمكن رؤيته بالفعل في دراسة تصميم MissionL ، التي تم الكشف عنها في معرض فرانكفورت للسيارات 2011. تم تصميم السيارة ليشغل الفراغ بين سيارة فابيا والجيل الثالث من أوكتافيا، حيث كانت سكودا تعاني من فجوة بعد توقف إنتاج أوكتافيا تاور في عام 2011.
بأبعادها الإجمالية (الطول: 4,483   مم؛ العرض: 1,706   مم؛ الارتفاع: 1،461مم) كانت مشابهة تمامًا لأوكتافيا تاور (الطول: 4,572   مم؛ العرض: 1,762   مم؛ الارتفاع: 1,462   مم)، ولكن الرابيد أتاحت مساحة أكبر للركاب في المقاعد الخلفية نتيجة لطول المسافة بين قاعدة العجلات (2,602   ملم مقابل 2578   مم). ورغم زيادة المساحة الداخلية مع تقليل الأبعاد الخارجية، فإن حجم الصندوق الخلفي قد تقلص بـ 35 لترا (550 لتر مقابل 585 لتر). وظلت الحمولة كما هي في أوكتافيا تاور (535 كجم باحتساب السائق).
سوقت ربيد بثلاثة محركات بنزين وديزل واحد بقدرات طاقوية مختلفة، متوافقة كلها مع معايير Euro 5 . ومنذ عام 2015، توجد عدة مركبات بمحركات بنزين متوافقة مع Euro 6 . تتميز جميع المحركات بأسطواناتها الأربع، باستثناء تلك التي سعتها 1.2 ل البنزين التي زودت بثلاث أسطوانات. [10] وتعد DSG ذات السرعات السبع القاعدة في فئة محركات البنزين TSI بسعة 1.4 لتر، واختيارا في فئة الديزل 1.6 لتر بقوة 66 كيلو وات.
تستهدف رابيد الزبائن عتبة الفئة A (الفئة المدمجة) الذين يبحثون عن أسعار منخفضة. وهذا يتوافق مع عرض لمعدات قياسية وإضافات متاحة هي قريبة من تلك المتاحة في فابيا (على سبيل المثال نفس أجهزة الراديو السيارة، ونظام الملاحة).

## نسخة 4 أبواب سيدان

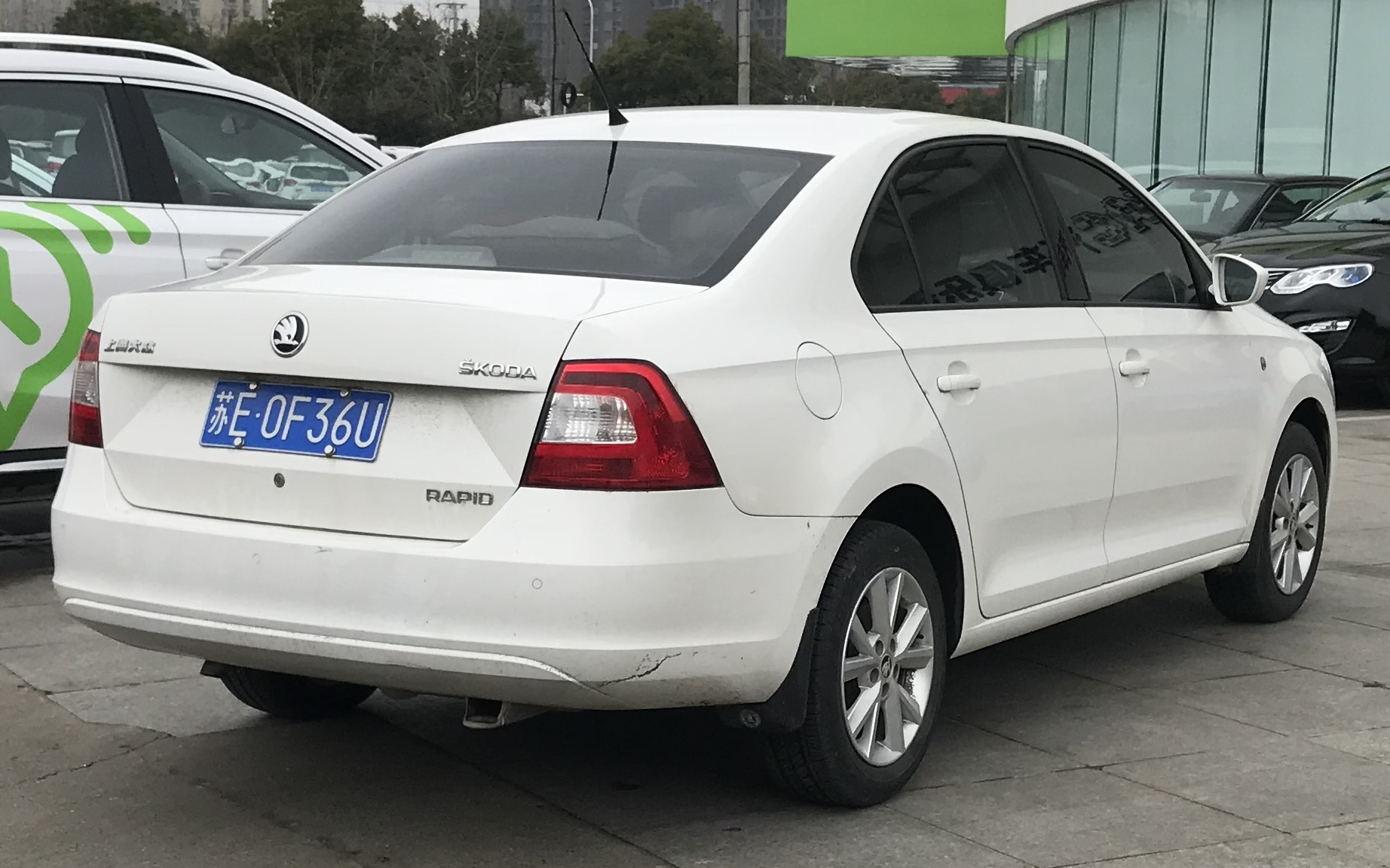
سكودا رابيد سيدان صينية الصنع

هناك طرازان من طراز سكودا بأربعة الأبواب يحملان شارة رابيد. في الصين، تشارك رابيد قاعدة البدن وغيرها من العناصر الرئيسية مع فولكس واجن سانتانا الصينية 2012، في حين لا تزال تتميز بواجهات الأمامية متطابقة مع النسخة الأوروبية. 
في حين ترتكز سيارة رابيد الهندية الصنع، التي تم إطلاقها في عام 2011، على تصميم سيارة فولكس فاجن فينتو (بولو) سيدان وهي طراز مختلف تمامًا. على الرغم من الإصدار الأوروبي، فإن الطرازين الصيني والهندي كلاسيكيان لسيارات السيدان ذات أربع أبواب.
تتمتع سيارة رابيد ببعض التفاصيل الجديدة تحت شعار "Simply Clever"، مثل حصيرة مزدوجة الجوانب للأحذية (مطاط / نسيج) وحامل سترة التحذير أسفل مقعد السائق وصندوق النفايات القابل للإزالة معلق بجوانب الأبواب ومكشطة الجليد على رف خزان الوقود.

## نسخة 5 أبواب هاتشباك (رابيد سبيس باك)

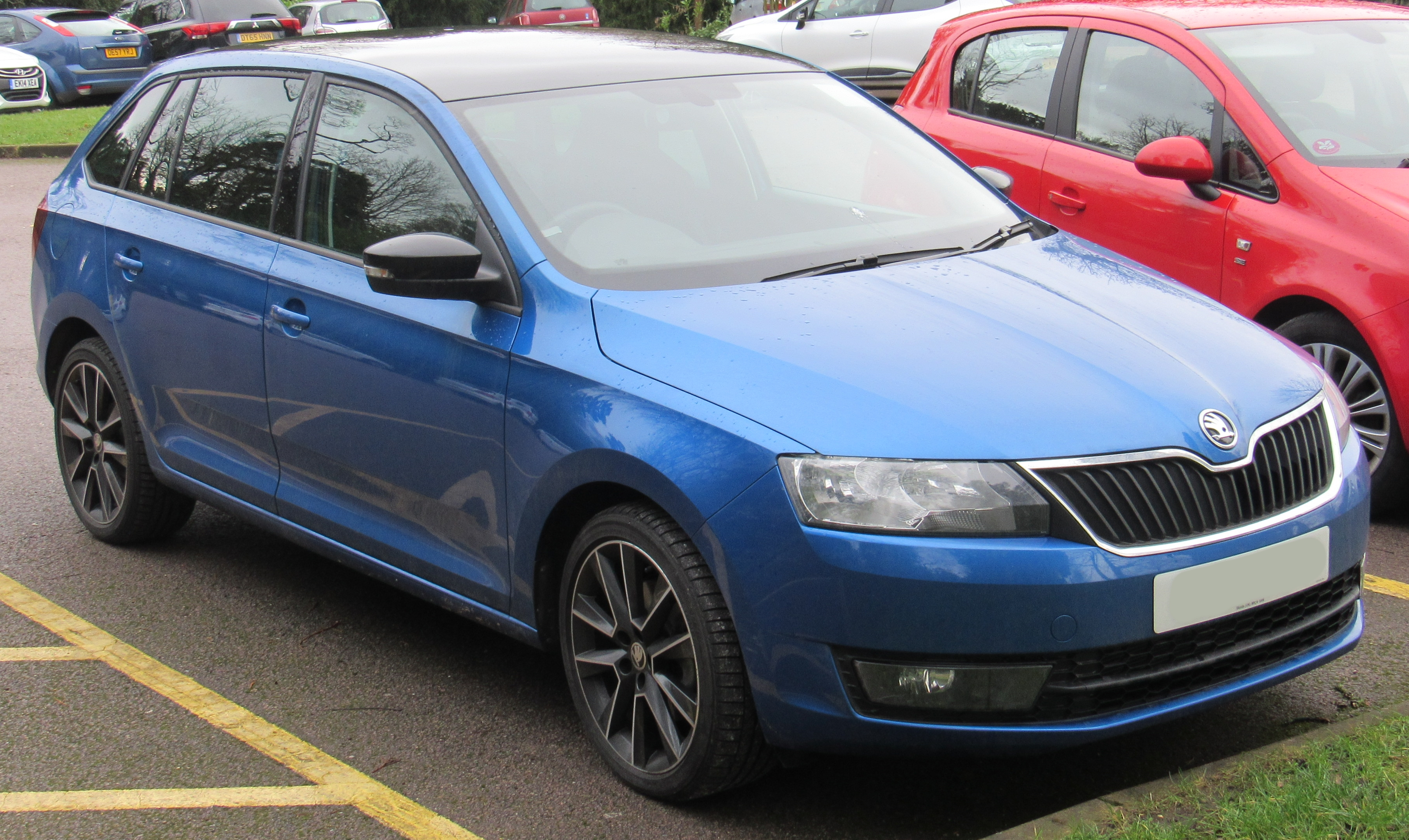
سبيس باك (النسخة المجددة)

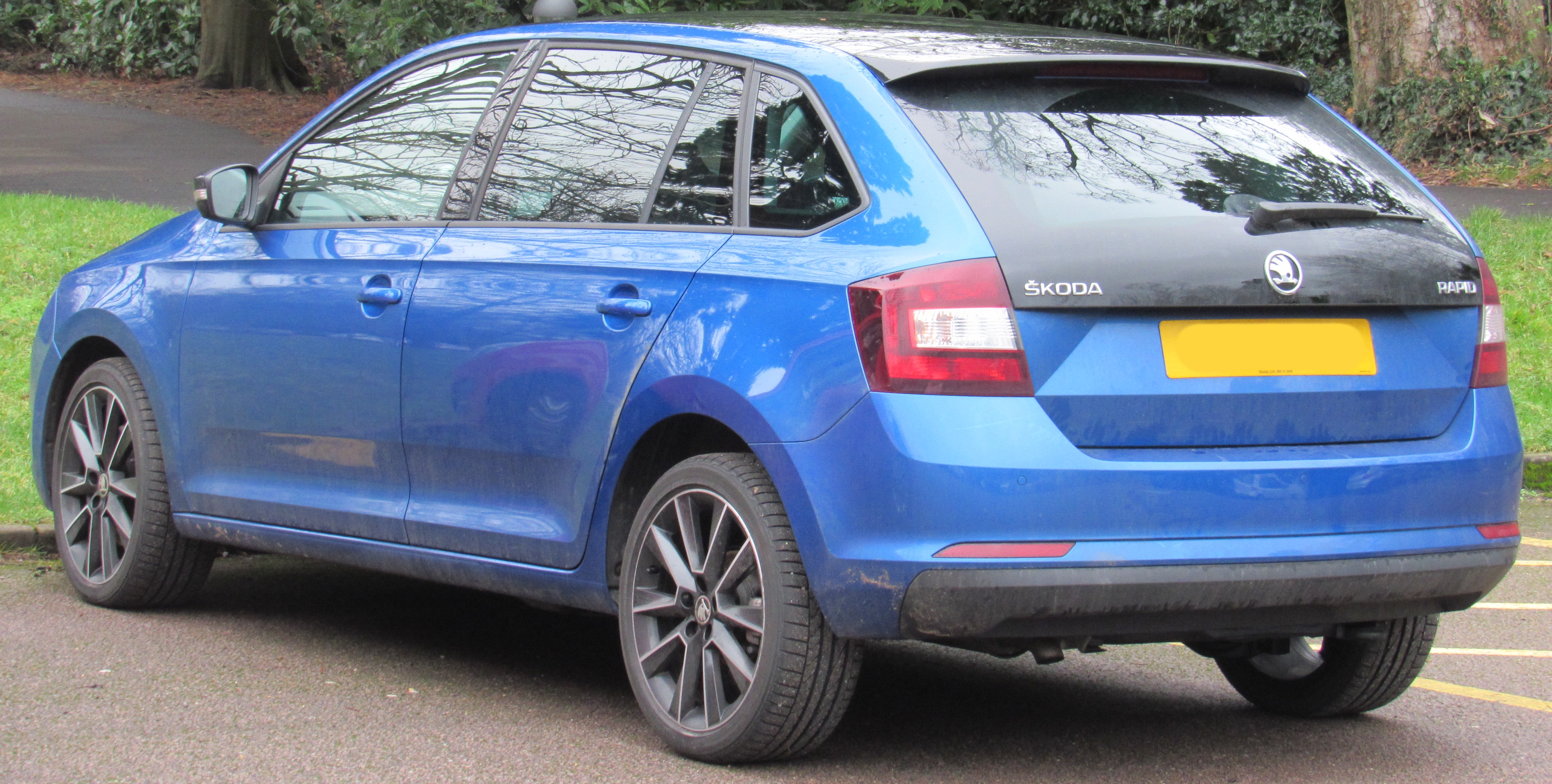
سبيس باك (النسخة المجددة)

### نماذج ذات الصلة
يشترك هذا الطراز من سيارة رابيد في عناصر الهيكل الرئيسية ومجموعة الحركة والتصميم الداخلي مع طراز SEAT Toledo الجديد. حيث يتم تجميع كل من السيارتين في مصنع سكودا نفسه في ملادا بوليسلاف.
السيارة الفكرة
كشفت سكودا عن السيارة الفكرة المسماة MissionL في معرض فرانكفورت للسيارات في سبتمبر 2011، والتي سبقت إطلاق نسخة الإنتاج، والتي أطلق عليها لاحقًا اسم رابيد.
في النسخة الثانية والثلاثين من GTI Treffen لسنة (2013)، قدمت سكودا سيارة سكودا رابيد الرياضية Rapid Sport بجسم ثنائي اللون وعجلات 19 بوصة.

## محركات
نظرة عامة على المحركات المتاحة للرابيد (NH3) ورابيد سبيس باك (NH1).

### محركات البنزين
| تعيين المحرك       | إنتاج     | كود المحرك (الأسرة) | النزوح، التكوين، valvetrain ، نظام الوقود، الطموح     | القوة المحركة في دورة في الدقيقة                       | كحد أقصى. عزم الدوران في دورة في الدقيقة                  | علبة التروس (نوع)، محرك الأقراص  | السرعة القصوى [km / h] | 0-100 km / h [s] (0-62 ميلا في الساعة) | الاستهلاك المشترك [لتر / 100 كم / ميلا في الغالون عفريت / ميلا في الغالون الولايات المتحدة] | CO2 [جم / كم] |
| ------------------ | --------- | ------------------- | ----------------------------------------------------- | ------------------------------------------------------ | --------------------------------------------------------- | -------------------------------- | ---------------------- | -------------------------------------- | ------------------------------------------------------------------------------------------- | ------------- |
| 1.0 TSI 70 كيلوواط | 2017-     | -                   | 999 سم مكعب، I3 ، 12V DOHC                            | 70 كيلوواط (95 PS ؛ 94 حصان) في 5500 دورة في الدقيقة   | 160 ميل بحري في 3500 دورة في الدقيقة                      | يدوي 5 سرعات، أوتوماتيكي 7 سرعات | 187                    | 11                                     | -                                                                                           | -             |
| 1.0 TSI 81 كيلوواط | 2017-     | -                   | 999 سم مكعب، I3 ، 12V DOHC                            | 81 كيلوواط (110 PS ؛ 109 حصان) في 5600 دورة في الدقيقة | 200 نانومتر في 3500 دورة في الدقيقة                       | دليل 6 سرعات                     | 200                    | 9.8                                    | -                                                                                           | -             |
| 1.2 MPI 55 كيلوواط | 2012-2015 | CGPC (EA111)        | 1198 سم مكعب، I3 ، 12V DOHC ، MPI ، يستنشق بشكل طبيعي | 55 كيلوواط (75 PS ؛ 74 حصان) في 5400 دورة في الدقيقة   | 112 ميل بحري (83 lb • ft) عند 3750 دورة في الدقيقة        | يدوي 5 سرعات (MQ200)، FWD        | 175                    | 13.9                                   | 5.8 / 48.7 / 40.6                                                                           | 134           |
| 1.2 TSI 63 كيلوواط | 2012-2015 | CBZA (EA111)        | 1197 سم مكعب، I4 ، 8V SOHC ، TSI ، شاحن توربيني       | 63 كيلوواط (86 PS ؛ 85 حصان) في 4800 دورة في الدقيقة   | 160 ميل بحري (118 رطل • قدم) في 1500-3500 دورة في الدقيقة | يدوي 5 سرعات (MQ200)، FWD        | 183                    | 11.8                                   | 5.1 55.4 / 46.1 (4.9 / 57.6 / 48.0) *                                                       | 119 (114 *)   |
| 1.2 TSI 66 كيلوواط | 2015-     | CJZC (EA211)        | 1197 سم مكعب، I4 ، 16V DOHC ، TSI ، شاحن توربيني      | 66 كيلوواط (90 PS ؛ 89 حصان) في 4400 دورة في الدقيقة   | 160 ميل بحري (118 رطل • قدم) في 1400-3500 دورة في الدقيقة | يدوي 5 سرعات (MQ200)، FWD        | 186                    | 11.2                                   | 4.7 60.1 / 50.1                                                                             | 107           |
| 1.2 TSI 77 كيلوواط | 2012-2015 | CBZB (EA111)        | 1197 سم مكعب، I4 ، 8V SOHC ، TSI ، شاحن توربيني       | 77 كيلوواط (105 PS ؛ 103 حصان) في 5000 دورة في الدقيقة | 175 ميل بحري (129 رطل • قدم) في 1550-4100                 | يدوي 6 سرعات (MQ200)، FWD        | 195                    | 10.3                                   | 5.4 / 52.3 / 43.6 (5.0 / 56.5 / 47.0) *                                                     | 125 (116 *)   |
| 1.2 TSI 81 كيلوواط | 2015-     | CJZD (EA211)        | 1197 سم مكعب، I4 ، 16V DOHC ، TSI ، شاحن توربيني      | 81 كيلوواط (110 PS ؛ 108 حصان) في 4600 دورة في الدقيقة | 175 ميل بحري (129 رطل • قدم) في 1400-4000                 | يدوي 6 سرعات (MQ200)، FWD        | 200                    | 9.8                                    | 4.9 / 57.7 / 48                                                                             | 110           |
| 1.4 TSI 90 KW      | 2012-2015 | كوكسا (EA111)       | 1390 سم مكعب، I4 ، 16V DOHC ، TSI ، شاحن توربيني      | 90 كيلوواط (122 PS ؛ 121 حصان) في 5000 دورة في الدقيقة | 200 نانومتر (148 رطل • قدم) في 1500-4000                  | أوتوماتيكي 7 سرعات (DQ200)، FWD  | 206                    | 9.5                                    | 5.8 / 48.7 / 40.6 (5.4 / 52.3 / 43.6) *                                                     | 134 (125 *)   |
| 1.4 TSI 92 KW      | 2015-     | CZEA (EA211)        | 1390 سم مكعب، I4 ، 16V DOHC ، TSI ، توربو             | 92 كيلوواط (125 PS ؛ 123 حصان) في 5000 دورة في الدقيقة | 200 نانومتر (148 رطل • قدم) في 1400-4000                  | أوتوماتيكي 7 سرعات (DQ200)، FWD  | 208                    | تسعة                                   | 4.8 / 58.85 / 49                                                                            | 114           |

### محركات الديزل
| تعيين المحرك               | إنتاج     | كود المحرك (الأسرة) | النزوح، التكوين، valvetrain ، نظام الوقود، الطموح            | القوة المحركة في دورة في الدقيقة                       | كحد أقصى. عزم الدوران في دورة في الدقيقة                  | علبة التروس (نوع)، محرك الأقراص | السرعة القصوى [km / h] | 0-100 km / h [s] (0-62 ميلا في الساعة) | الاستهلاك المشترك [لتر / 100 كم / ميلا في الغالون عفريت / ميلا في الغالون الولايات المتحدة] | CO2 [جم / كم] |
| -------------------------- | --------- | ------------------- | ------------------------------------------------------------ | ------------------------------------------------------ | --------------------------------------------------------- | ------------------------------- | ---------------------- | -------------------------------------- | ------------------------------------------------------------------------------------------- | ------------- |
| 1.6 TDI CR 66 KW           | 2013-2015 | CAYB (EA189)        | 1598 سم مكعب، I4 ، 16V السكك الحديدية المشتركة، شاحن توربيني | 66 كيلوواط (90 PS ؛ 89 حصان) في 4200 دورة في الدقيقة   | 180 ميل بحري (133 lb • ft) عند 2000 دورة في الدقيقة       | يدوي 5 سرعات (MQ200)، FWD       | 184                    | 12.0                                   | 4.4 / 64.2 / 53.5 (3.9 / 72.4 / 60.3) *                                                     | 114 (104 *)   |
| 1.6 TDI CR 66 KW GreenLine | 2013-2015 | (EA189)             | 1598 سم مكعب، I4 ، 16V السكك الحديدية المشتركة، شاحن توربيني | 66 كيلوواط (90 PS ؛ 89 حصان) في 4200 دورة في الدقيقة   | 230 ميل بحري (170 رطل • قدم) في 1500-2500 دورة في الدقيقة | يدوي 5 سرعات (MQ200)، FWD       | 186                    | 12.0                                   | 3.8 / 74.3 / 61.9                                                                           | 99            |
| 1.4 TDI CR 66 KW           | 2015-     | CUSB (EA288)        | 1422 سم مكعب، I3 ، 12V السكك الحديدية المشتركة، شاحن توربيني | 66 كيلوواط (90 PS ؛ 89 حصان) في 3500 دورة في الدقيقة   | 230 ميل بحري (170 رطل • قدم) في 1750-2500 دورة في الدقيقة | يدوي 5 سرعات (MQ200)، FWD       | 183                    | 12.0                                   | 3.6 / 78.5 / 65.3                                                                           | 94            |
| 1.6 TDI CR 66 كيلوواط      | 2013-2015 | CAYB (EA189)        | 1598 سم مكعب، I4 ، 16V السكك الحديدية المشتركة، شاحن توربيني | 66 كيلوواط (90 PS ؛ 89 حصان) في 4200 دورة في الدقيقة   | 230 ميل بحري (170 رطل • قدم) في 1500-2500 دورة في الدقيقة | أوتوماتيكي 7 سرعات (DQ200)، FWD | 184                    | 12.2                                   | 4.5 / 62.8 / 52.3                                                                           | 118           |
| 1.4 TDI CR 66 KW           | 2015-     | CUSB (EA288)        | 1422 سم مكعب، I3 ، 12V السكك الحديدية المشتركة، شاحن توربيني | 66 كيلوواط (90 PS ؛ 89 حصان) في 3500 دورة في الدقيقة   | 230 ميل بحري (170 رطل • قدم) في 1750-2500 دورة في الدقيقة | أوتوماتيكي 7 سرعات (DQ200)، FWD | 182                    | 12.5                                   | 3.8 / 74.3 / 61.9                                                                           | 99            |
| 1.6 TDI CR 77 KW           | 2012-2015 | CAYC (EA189)        | 1598 سم مكعب، I4 ، 16V السكك الحديدية المشتركة، شاحن توربيني | 77 كيلوواط (105 PS ؛ 103 حصان) في 4400 دورة في الدقيقة | 250 نانومتر (184 رطل • قدم) في 1500-2500 دورة في الدقيقة  | يدوي 5 سرعات (MQ200)، FWD       | 190                    | 10.4                                   | 4.4 / 64.2 / 53.5 (3.9 / 72.4 / 60.3) *                                                     | 114 (104 *)   |
| 1.6 TDI CR 85 KW           | 2015-     | CRKB (EA288)        | 1598 سم مكعب، I4 ، 16V السكك الحديدية المشتركة، توربو        | 85 كيلوواط (115 PS ؛ 113 حصان) في 3500 دورة في الدقيقة | 250 نانومتر (184 رطل • قدم) في 1500-3000 دورة في الدقيقة  | يدوي 5 سرعات (MQ200)، FWD       | 201                    | 10.0                                   | 4.2 / 67.3 / 56                                                                             | 109           |

(*) صالح للسيارات المزودة بما يسمى Green tec (بدء التشغيل، استرداد طاقة الفرامل)

## قائمة المراجع
- "Auto Motor und Sport Heft 16, 2013 "Skoda Rapid Spaceback: Der Spaceback ist kürzer als die Limousine, bietet aber viele Variations- und Individualisierungs-Möglichkeiten"". Motorbuch Verlag (بالألمانية): 10. 2013.

- سكودا رابيد - موقع سكودا أوتو الرسمي
- سكودا رابيد - موقع سكودا المملكة المتحدة
- سكودا رابيد - موقع سكودا أستراليا